# Amos Mkhari
Amos Mkhari (* 20. Jahrhundert in Soshanguve; † 7. Oktober 2014 in Tshwane) war ein südafrikanischer Fußballspieler.

## Sportlicher Werdegang
Mkhari, der vor allem unter seinem Spitznamen „Heel Extension“ bekannt ist, spielte ab 1974 für den Witbank Spurs FC in der National Premier Soccer League. 1978 wechselte er innerhalb der Meisterschaft zu den Orlando Pirates. 1980 gewann der Flügelspieler durch einen 3:2-Erfolg über die Moroka Swallows den Landespokal. Drei Jahre später gewann er mit dem Klub das MTN-8-Pokalturnier. 1986 beendete er seine Profikarriere.